# 조던역
조던 (중국어 정체자: 佐敦, 광둥어 예일: Jódēun, Jordan) 역은 홍콩 지하철 췬완 선의 역이다. 역 상징색은 옥색에 연녹색이다.
조던 역은 군충에서 네이선 로와 조던 로가 만나는 지점에 위치해 있으며 조던 로에서 이름을 따와 붙였다. 역에서 남쪽으로 몇 블록만 가면 가우룽 공원이 나오며, 조던 로를 따라 북동쪽으로 250m가량 걸어가면 킹스 파크에 닿을 수 있다. 그밖에도 여러 빌딩과 호텔, 쇼핑 센터들이 역세권 내에 자리잡고 있으며, 노보텔 네이선 로드 가우룽 홍콩, 베이든파월 인터내셔널 하우스, 이튼 호텔 홍콩, 고물고적판사처 (홍콩 문화재청) 등이 있다.

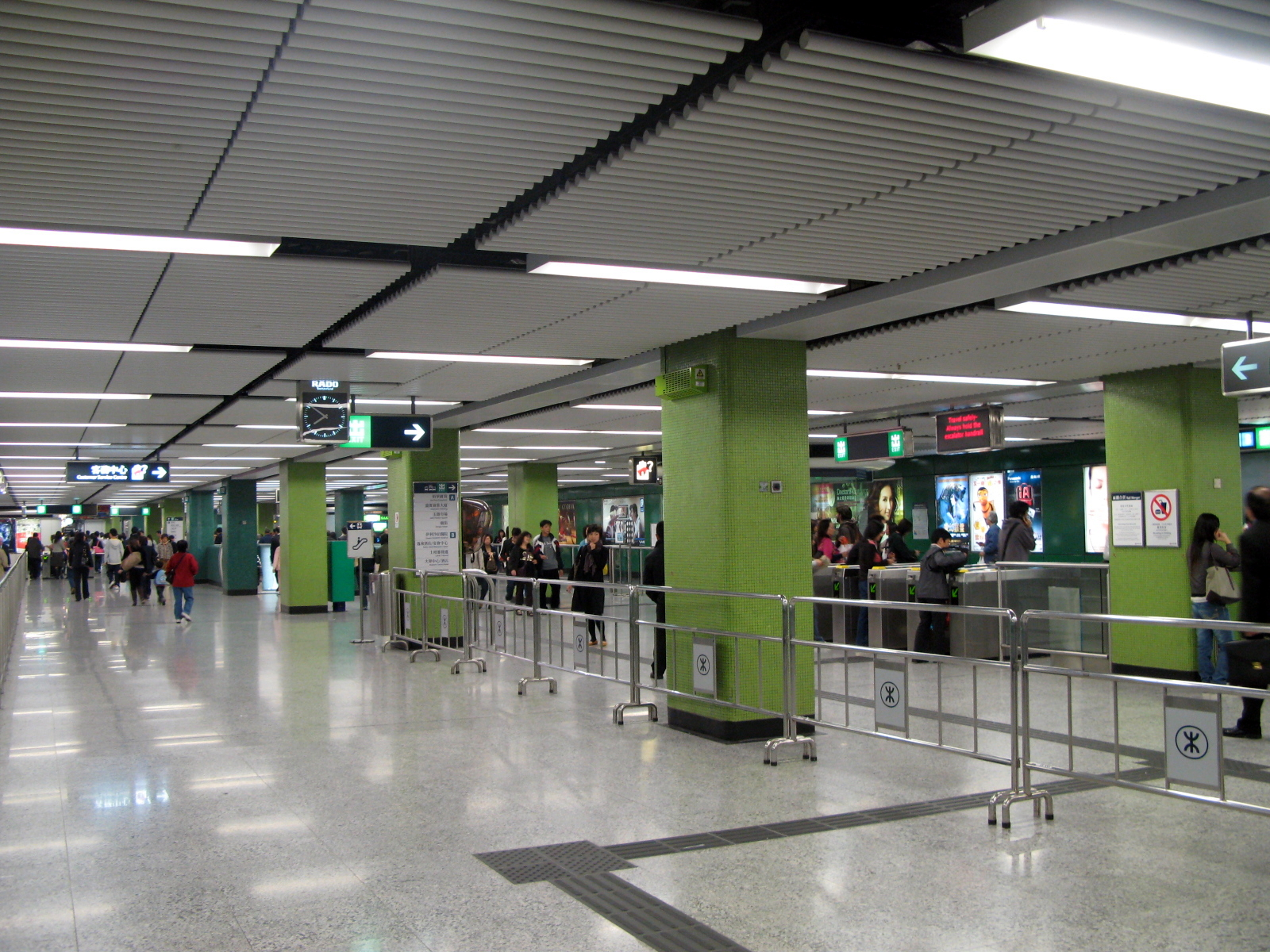
조던 역 대합실

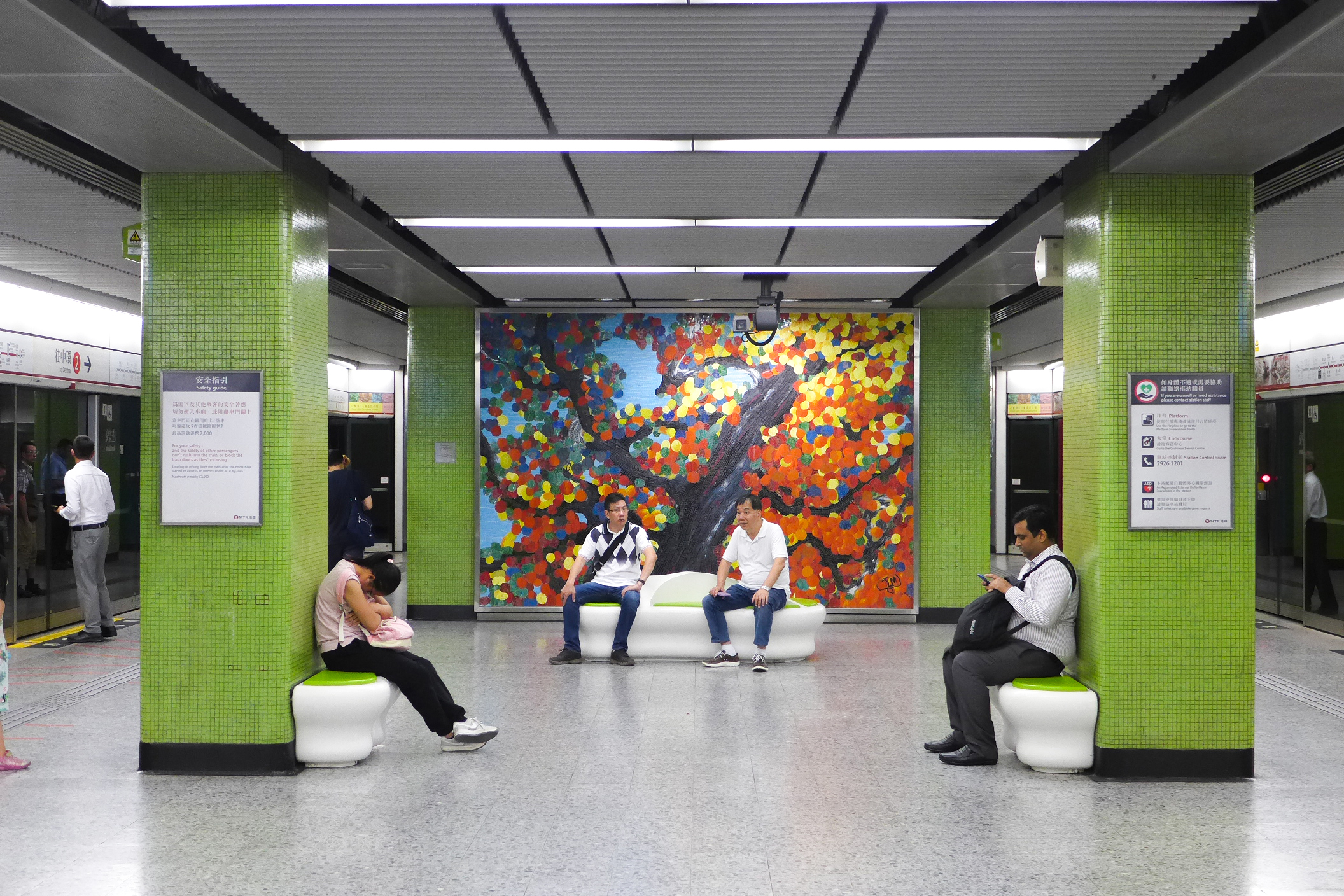
조던 역의 설치작품 <PERSIMMON>

## 역사
조던 역은 1979년 12월 16일 홍콩 지하철 2단계 개통과 함께 문을 열었다. 당시 운행구간은 지금의 군통 선 섹깁메이-짐사저이 구간이다. 1982년 5월 10일 췬완 선이 별개로 개통되자 군통 선은 단축되어 야우마데이 역까지만 운행하게 되었으며, 그 이전 역인 조던 역은 췬완 선에 속하게 되었다. 2000년에는 통풍과 승객통제 및 안전을 위해 승강장 스크린도어를 시범 설치한다는 결정이 내려졌는데 그 대상은 췬완 선 소속역 다섯 개였으며, 조던 역도 그 중 하나였다.

## 역 구조
조던 역은 여느 홍콩 지하철역과 비슷한 2면 2선의 구조를 띄고 있다. 지상에서 입구로 들어가 에스컬레이터를 타고 대합실에 온 뒤, 한 층 더 내려가면 섬식 승강장이 자리해 있다.
| G         | 지상                       | 출입구                                                     |
| L1        | 대합실                     | 고객서비스, MTR샵, 항셍은행, 자판기, ATM기 옥토퍼스 홍보기 |
| L2 승강장 | 승강장 1                   | → 췬완선 췬완 방면 (야우마데이) →                          |
| L2 승강장 | 섬식 승강장, 오른쪽문 열림 |                                                            |
| L2 승강장 | 승강장 2                   | ← 췬완선 중완 방면 (짐사저이)                              |

## 출입구
- A: 위화 중국제 쇼핑센터
- B: 퀸 엘리자베스 병원
  - B1: 노보텔 네이선 로드 가우룽 홍콩 / 충힝호텔 / 이튼 호텔
  - B2: 다이오서넌 걸스 스쿨 / 퀸 엘리자베스 병원
- C: 보링 가
  - C1: 오스틴 로, 주룽 공원, 주룽 공원 수영장
  - C2: 보링 가, 군충 시립센터
- D: 오스틴 로
- E: 프루덴셜 센터 / 프루턴 프루덴셜 호텔[1]

## 같이 보기
- 조던 (홍콩)